# Hieronim Makowiecki (zm. w 1582)
Hieronim Makowiecki herbu Pomian (zm. 1582) – sekretarz Stefana Batorego, sekretarz Zygmunta II Augusta, sekretarz Mikołaja Radziwiłła Czarnego, namiestnik nieświeski.
Wielokrotny poseł króla (m.in. do Szwecji w 1555 roku).